# Pequeño rombidodecaedro
En geometría, el pequeño rombidodecaedro es un poliedro uniforme estrellado, indexado como U39. Posee 42 caras (30 cuadrados y 12 decágonos), 120 aristas y 60 vértices. Su figura de vértice es un cuadrilátero cruzado.

## Poliedros relacionados
Comparte su disposición de vértices con el pequeño dodecaedro truncado estrellado y con el compuesto uniforme de 6 o 12 prismas pentagrámicos. Además, comparte su disposición de vértices con el rombicosidodecaedro (que tiene las caras cuadradas en común) y con el pequeño dodecicosidodecaedro (que tiene las caras decagonales en común).
| Rombicosidodecaedro                    | Pequeño dodecicosidodecaedro            | Pequeño rombidodecaedro                 |
| Pequeño dodecaedro truncado estrellado | Compuesto de seis prismas pentagrámicos | Compuesto de doce prismas pentagrámicos |

### Pequeño rombidodecacrono
El pequeño rombidodecacrono (o pequeño ditriacontaedro díptero) es un poliedro isoedral no convexo. Es el dual del pequeño rombidodecaedro, y su aspecto visual es idéntico al del pequeño dodecicosidodecaedro. Tiene 60 caras con forma de antiparalelogramos que se cruzan entre sí.